# Tephrodornis
Genre
Tephrodornis est un genre de passereaux de la famille des Vangidae. Il comprend quatre espèces de téphrodornes.

## Répartition
Ce genre vit à l'état naturel en Asie du Sud,,, et du Sud-Est, ainsi que dans le Sud de la Chine.

## Liste alphabétique des espèces
Selon la classification de référence du Congrès ornithologique international (version 8.2, 2018) :
- Tephrodornis affinis Blyth, 1847 — Téphrodorne de Ceylan, Téphrodorne du Sri Lanka
- Tephrodornis pondicerianus (Gmelin, JF, 1789) — Téphrodorne de Pondichéry
  - Tephrodornis pondicerianus orientis Deignan, 1948
  - Tephrodornis pondicerianus pallidus Ticehurst, 1920
  - Tephrodornis pondicerianus pondicerianus (Gmelin, JF, 1789)
- Tephrodornis sylvicola Jerdon, 1839 — Téphrodorne de Malabar
- Tephrodornis virgatus (Temminck, 1824) — Téphrodorne bridé
  - Tephrodornis virgatus annectens Robinson & Kloss, 1918
  - Tephrodornis virgatus frenatus Büttikofer, 1887
  - Tephrodornis virgatus fretensis Robinson  & Kloss, 1920
  - Tephrodornis virgatus hainanus Ogilvie-Grant, 1910
  - Tephrodornis virgatus jugans Deignan, 1948
  - Tephrodornis virgatus latouchei Kinnear, 1925
  - Tephrodornis virgatus mekongensis Meyer de Schauensee, 1946
  - Tephrodornis virgatus pelvicus (Hodgson, 1837)
  - Tephrodornis virgatus verneyi Kinnear, 1924
  - Tephrodornis virgatus virgatus (Temminck, 1824)

## Taxonomie
Ce genre appartenait auparavant à l'ancienne famille des Tephrodornithidae. En 2018, le congrès ornithologique international a décidé de le rattacher à la famille des Vangidae et de supprimer la famille des Tephrodornithidae.